# Брибри (язык)
Брибри (Bribri, Talamanca) — индейский язык, на котором говорит народ брибри в кантоне Буэнос-Айрес провинции Пунтаренас; в кантоне Таламанка, около рек Лари, Телире и Урен провинции Лимон на юге Коста-Рики.
У брибри есть диалекты амубре-катси, корома, салитре-кабагра.

## Фонология

### Гласные
В брибри существует семь гласных: гласные верхнего подъёма, ненапряжённые гласные верхнего подъёма, гласные средне-нижнего подъёма и гласные нижнего подъёма. Все, кроме двух, имеют носовой вариант и могут быть носовыми фонемами. Получается 12 гласных фонем.
|                      | Ротовые гласные | Ротовые гласные | Ротовые гласные | Носовые гласные | Носовые гласные | Носовые гласные |
|                      | Передний ряд    | Средний ряд     | Задний ряд      | Передний ряд    | Средний ряд     | Задний ряд      |
| -------------------- | --------------- | --------------- | --------------- | --------------- | --------------- | --------------- |
| Верхний подъём       | i               |                 | u               | ĩ               |                 | ũ               |
| Ненапряжённые        | ɪ               |                 | ʊ               |                 |                 |                 |
| Средне-нижний подъём | ɛ               |                 | ɔ               | ɛ̃               |                 | ɔ̃               |
| Нижний подъём        |                 | a               |                 |                 | ã               |                 |

### Согласные
В брибри есть согласные фонемы; где одновременно существует две фонемы, первая глухая перед другими звонкими:
|         | Губ.-губ. | Зуб./альвеол. | Постальвеол. | Веляр. | Глот. |
| ------- | --------- | ------------- | ------------ | ------ | ----- |
| Взрыв.  | p b       | t d           |              | k      | ʔ     |
| Аффр.   |           | ts͡            | tʃ͡ dʒ͡        | tk͡     |       |
| Фрикат. |           | s             | ʃ            | x      |       |
| Бок.    |           | ɺ             |              |        |       |

Фонема /tk͡/ есть в диалектах амубре и салитре, эквивалент фонемы /ttʃ͡/ в диалекте корома.

## Письменность
Алфавит для брибри, использующийся в Коста-Рике, включает следующие буквы: A a, B b, D d, Ch ch, E e, Ë ë, I i, J j, K k, L l, M m, N n, Ñ ñ, O o, Ö ö, P p, Pp pp, R r, Rr rr, S s, Sh sh, T t, Tt tt, Tch tch, Ts ts, U u, Y y, ꞌ. Назализация обозначается тильдой над буквой (ã, ẽ, ĩ, õ, ũ). Тона обозначаются грависом (высокий тон) и акутом (нисходящий тон).
Алфавит для брибри в Панаме был утверждён в 2010 году и включает следующие буквы: A a, Ã ã, B b, C c, Ch ch, D d, E e, Ë ë, Ê ê, G g, I i, J j, Jk jk, K k, L l, M m, N n, O o, Ö ö, Õ õ, P p, Pp pp, R r, S s, T t, Tch tch, Tk tk, Ts ts, U u, Ũ ũ, W w.